# Nicolò Antonio Giustiniani
Nicolò Antonio Giustiniani (né le 21 juin 1712 à Venise et mort le 12 novembre 1796 à Padoue) est un prélat et érudit italien.

## Biographie
Né en 1712, à Venise, Nicolò Antonio Giustiniani était le fils du procureur de Saint-Marc. Son goût pour l’étude décida sa vocation. Il prit en 1730 l’habit de Saint-Benoît, à Padoue, dans l' abbaye de Sainte-Justine. D’après le conseil de ses supérieurs, ayant achevé ses cours et reçu le laurier doctoral dans la faculté de théologie, il fut chargé d’enseigner cette science aux jeunes religieux. Plein de vénération pour la mémoire du B. Laurent Justinien, l’un de ses ancêtres, il s’occupa de recueillir ses ouvrages, dont il publia une édition  et traduisit en italien les opuscules du saint Patriarche, dans lesquels les principes et la doctrine du christianisme sont exposés.
Le sénat de Venise venait de conclure avec la cour de Rome un concordat, par lequel il s’était réservé la nomination de quelques évêchés. Ce fut en faveur du P. Giustiniani qu’il usa pour la première fois de ce privilège, en le nommant en 1753 à l’évêché de Torcello. Cinq ans après, le prélat fut transféré sur le siège de Vérone. Il traduisit en italien le Traité d’Agostino Valier, l’un de ses prédécesseurs, Des bienfaits cachés de la Providence ; y joignit plusieurs Lettres inédites de St-Charles Borromée, et le fit imprimer à Vérone, 1770, in-8°, précédé d’une dédicace à Clément XIV. Le pontife remercia Giustiniani de ce présent par une lettre remplie de bienveillance, et le transféra sur le siège épiscopal de Padoue en 1772. Depuis quelque temps, Giustiniani préparait une nouvelle édition des Œuvres de saint Athanase. Elle parut à Padoue, en 1777, 4 vol. in-fol. Quoique augmentée d’un grand nombre de pièces, cette édition est moins estimée que celle du P. Montfaucon. Les recherches du prélat, dans les archives de sa cathédrale, lui firent naître l’idée de publier l’histoire chronologique des évêques de Padoue (Serie cronologica de’ vescovi, etc.), 1786, in-4°. Quelques critiques ont trouvé que cet ouvrage était susceptible de plus grands développements, et que l’auteur aurait dû joindre au récit des faits les documents dont il s’était servi ; mais il paraît que Giustiniani s’était moins piqué de donner une histoire ecclésiastique de Padoue que d’engager les érudits à s’occuper d’un sujet si intéressant. L’étude n’était pour ce prélat qu’un délassement, et ne lui fit jamais rien relâcher de ses devoirs. Il distribuait ses revenus aux pauvres, ne se réservant que le strict nécessaire. Les écoles ecclésiastiques et l’hôpital de Padoue se ressentirent de ses bienfaits.
Il mourut au mois de novembre 1796. Un bas-relief en marbre, exécuté par le célèbre Canova, et placé en 1802 dans la de l’hospice dont le prélat fut  bienfaiteur, atteste les regrets et la reconnaissance des Padouans. On trouve une notice sur Giustiniani dans la Storia della letteratura veneziana, de Moschini, t. 2, p. 210.